# 阿拉善黄耆
阿拉善黄耆（学名：Astragalus alaschanus）是豆科黄芪属的植物，为中国的特有植物。其种加词“alaschanus”意为“内蒙古阿拉善盟的”。分布于中国大陆的宁夏、内蒙古等地，生长于海拔2,000米的地区，多生长于山坡，目前尚未由人工引种栽培。

## 异名
- Astragalus chingianus P. C. Li